# Kokobuma
Kokobuma est un village du Cameroun situé dans le département de la Meme et la Région du Sud-Ouest. Il fait partie de la commune de Konye.

## Population
Le village comptait 292 habitants en 1953, puis 470 en 1967, pour la plupart des Bafaw. Il fait partie de la dizaine de localités où les Bafaw sont présents.
Lors du recensement de 2005, la population s'élevait à 502 personnes.